# Broadstairs
Broadstairs é uma cidade litorânea na Ilha de Thanet em Thanet, distrito ao leste de Kent, Reino Unido, cerca de 130 km a sudeste de Londres.

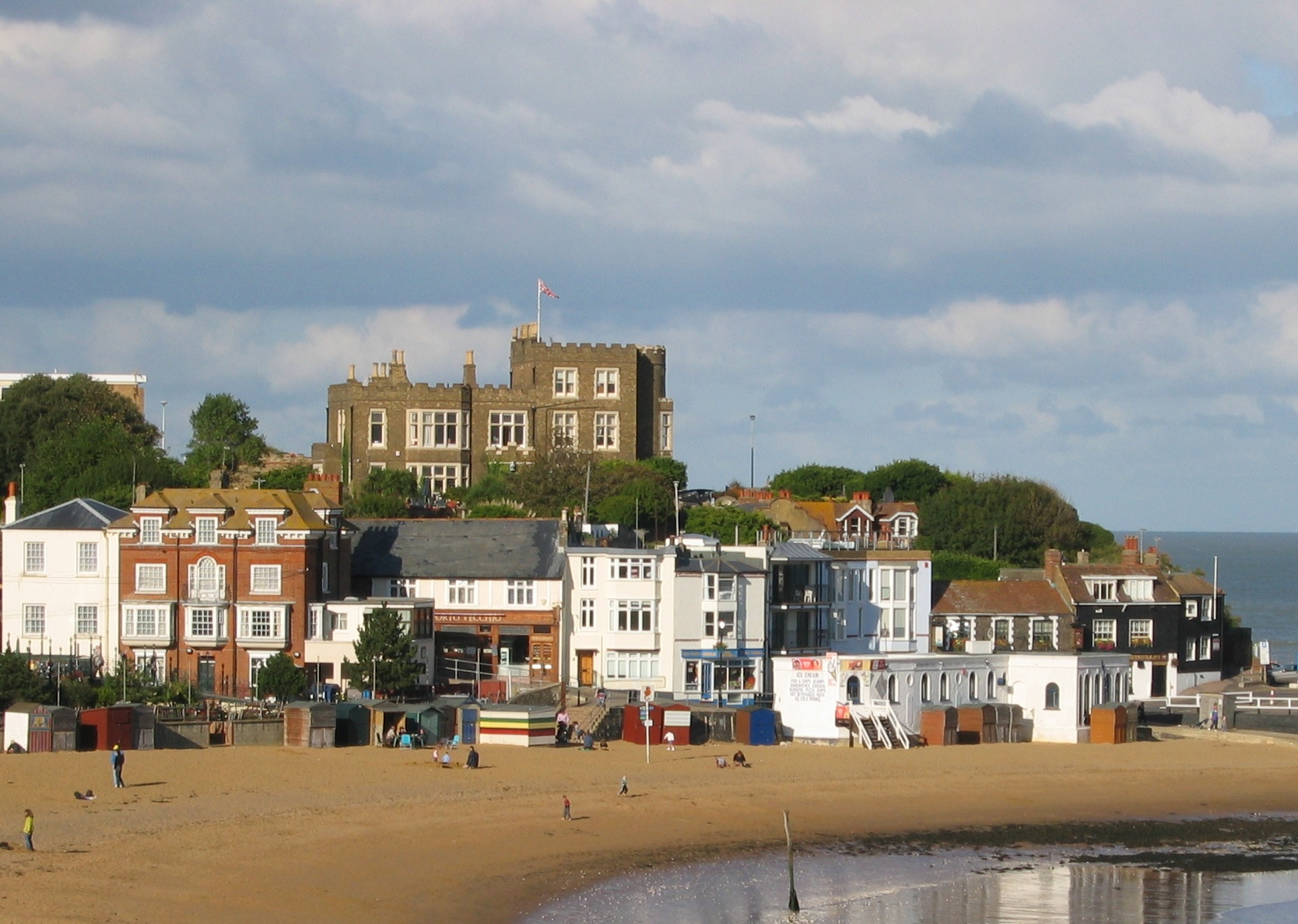
Casa onde Dickens escreve o romance David Copperfield.

## Moradores e visitantes notáveis
- Thomas Russell Crampton, MICE, MIMechE, engenheiro, nasceu em Broadstairs em 1816.
- Sir Edward Heath, antigo Primeiro Ministro do Reino Unido, nasceu em Broadstairs em 1916 e ali viveu até 1935.
- Charles Dickens visitou Broadstairs regularmente de 1837 até 1859 e descreveu a cidade "Nosso Balneário Inglês". Escreveu o romance David Copperfield enquanto estava na cidade.